# Eranina rosea
Eranina rosea är en skalbaggsart som först beskrevs av Maria Helena M. Galileo och Martins 2004. Eranina rosea ingår i släktet Eranina och familjen långhorningar.
Artens utbredningsområde är Panama. Inga underarter finns listade i Catalogue of Life.